# ادرانو
ادرانو (به ایتالیایی: Adrano) یک سکونتگاه مسکونی در ایتالیا است که در استان کاتانیا واقع شده‌است.

## خصوصیات
ادرانو ۸۲٫۵۱ کیلومترمربع مساحت و ۳۶٬۵۲۶ نفر جمعیت دارد و ۵۶۰ متر بالاتر از سطح دریا واقع شده‌است.